# Kije (gromada w powiecie pińczowskim)
Kije – dawna gromada, czyli najmniejsza jednostka podziału terytorialnego Polskiej Rzeczypospolitej Ludowej w latach 1954–1972.
Gromady, z gromadzkimi radami narodowymi (GRN) jako organami władzy najniższego stopnia na wsi, funkcjonowały od reformy reorganizującej administrację wiejską przeprowadzonej jesienią 1954 do momentu ich zniesienia z dniem 1 stycznia 1973, tym samym wypierając organizację gminną w latach 1954–1972.
Gromadę Kije z siedzibą GRN w Kijach utworzono – jako jedną z 8759 gromad na obszarze Polski – w powiecie pińczowskim w woj. kieleckim, na mocy uchwały nr 13h/54 WRN w Kielcach z dnia 29 września 1954. W skład jednostki weszły obszary dotychczasowych gromad Kije, Lipnik, Górki, Wymysłów i Wierzbica ze zniesionej gminy Kliszów w tymże powiecie. Dla gromady ustalono 13 członków gromadzkiej rady narodowej.
31 grudnia 1961 do gromady Kije przyłączono obszary zniesionych gromad Kliszów (z powiatu pińczowskiego) i Włoszczowice (ze zlikwidowanego powiatu chmielnickiego w tymże województwie).
1 stycznia 1969 do gromady Kije przyłączono obszar zniesionej gromady Czechów.
Gromada przetrwała do końca 1972 roku, czyli do kolejnej reformy gminnej. 1 stycznia 1973 utworzono gminę Kije.